# Pëtr Gubanov
Pëtr Sergeevič Gubanov (in russo Пётр Сергеевич Губанов?; Samara, 3 aprile 1987) è un ex cestista russo.